# Guernseys litteratur- och potatisskalspajssällskap
Guernseys litteratur- och potatisskalspajssällskap är den första och enda romanen av den amerikanska författaren Mary Ann Shaffer, utgiven 2008 (samma år på svenska, i översättning av Helena Ridelberg). Som medförfattare står Annie Barrows (född 1962), författare till barnboksserien Ivy and Bean.

## Handling
Året är 1946 och England pustar ut efter andra världskriget. Journalisten Juliet Ashton letar febrilt efter idéer till sin nya bok. En dag får hon ett brev från Dawsay Adams, bosatt på ön Guernsey i Engelska kanalen, som hittat hennes namn i en bok han köpt. De båda inleder snart en brevväxling. Dawsay berättar om den bokcirkel han är med i – Guernseys litteratur- och potatisskalspajssällskap – och Juliet fängslas så av berättelsen att hon bestämmer sig för att besöka ön. Resan till Guernsey kommer att förändra Juliets liv. 
Filmen med samma titel, med bland andra Lily James i huvudrollen, hade premiär i maj 2018.